# 祝宮静
祝 宮静（ほうり みやしず、1905年12月24日 - 1979年4月20日）は、日本の民俗学者。

## 来歴
大分県宇佐市出身。京都の下鴨神社の宮司の長男として誕生する。父は子爵園池家からの養子、母方の家は大分県杵築の社家であった。1928年國學院大學卒業。その後、國學院大學助手、講師などを勤め、1933年より渋沢敬三のアチック・ミューゼアムで水産史関係資料を研究する。東京農業大学教授を1947年に辞職し郷里に帰る。文化財保護委員会事務局から民俗資料の保護の担当者の人選を求められた渋沢の推薦により、1952年に文化財保護委員会事務局記念物課民俗資料係長、のち主任文化財調査官となり、1967年まで勤める。その後、名城大学法学部教授。
1957年「明治初年における「旧弊取直し」運動とその歴史的意義」で國學院大學文学博士。

## 著書
- 『神社の経済生活 律令時代』木村天真堂 1931
- 『日本古代史概説 第1分冊』文典堂 1935
- 『神社と産業 特に漁業との関係に就て』皇典講究所国学院大学講話集 1941
- 『豆州内浦漁民史料の研究』隣人社 1966
- 『民俗資料入門』岩崎美術社 民俗民芸双書 1971
- 『日本の民俗行事』桜楓社 1972
- 『神道・神社・生活の歴史』祝宮靜博士古希記念著作集刊行会 1976.8

### 共編
- 『アチックミユーゼアム彙報第18　近江国野洲川簗漁業史資料』編 アチックミューゼアム 1937
- 『日本の生活文化財』編 第一法規出版 1965
- 『日本民俗文化財事典』関敬吾、宮本馨太郎共編集 第一法規出版 1979